# Ebene
Ebene (Ebene CyberCity, Ebene City) är en ort i Mauritius.   Den ligger i distriktet Plaines Wilhems, i den västra delen av landet, 9 km söder om huvudstaden Port Louis. Ebene ligger 312 meter över havet och antalet invånare är 1 001. Den ligger på ön Mauritius.
Terrängen runt Ebene är kuperad åt nordväst, men åt sydost är den platt. Runt Ebene är det ganska tätbefolkat, med 230 invånare per kvadratkilometer. Närmaste större samhälle är Quatre Bornes, 2,5 km sydväst om Ebene. Omgivningarna runt Ebene är en mosaik av jordbruksmark och naturlig växtlighet.